# Saci

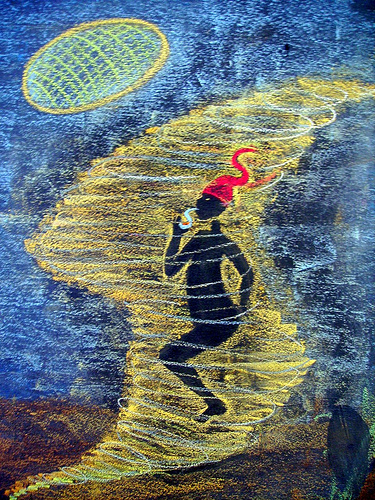
Saci-pererê

Der Saci oder Saci-pererê ist eine populäre Figur der brasilianischen Mythologie.
Er ist ein koboldähnliches Wesen mit schwarzer Hautfarbe und nur einem Bein. Er raucht eine Pfeife, bettelt die Menschen um Tabak an und trägt eine magische rote Mütze, mit deren Hilfe er jederzeit auftauchen und wieder verschwinden kann (meist in einem Staubwirbel).

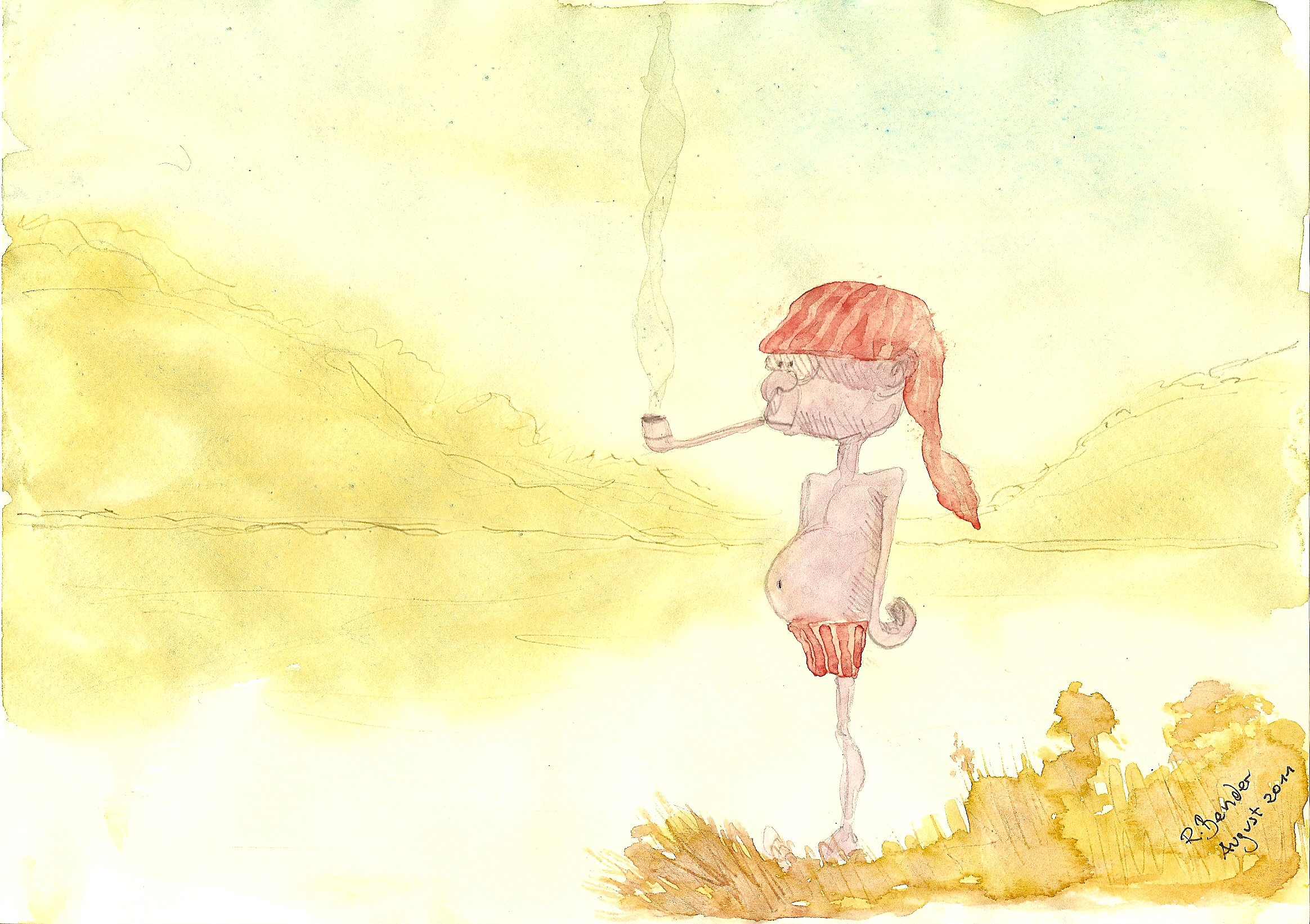
Saci Pererê kann nicht schwimmen. Von Renato Bender

Je nach Region war er ein gutes oder schlechtes Wesen und dementsprechend wurden die Geschichten als Vorbild oder Abschreckung ausgeschmückt. In seiner boshaften Varietät diente der Saci als Kinderschreck bei den Sklaven und Landarbeitern (Caboclos).
Regionale Varianten sind Saci-trique (hellhäutiger und freundlicher) und Saci-saçurá (mit roten Augen).
Entsprechend seinem Verbreitungsgebiet im Süden geht man davon aus, dass die Wurzeln des Saci-Mythos mit der christlichen Missionierung verknüpft sind. Es werden auch Beziehungen zu Yaçi-Yaterê vermutet, einer ebenfalls koboldartigen Gestalt aus der Mythologie der Tupí-Guarani, die als einbeiniges Kind mit feuerroten Haaren erscheint.
Zu Beginn des 20. Jahrhunderts entstand, vor allem aufgrund von Publikationen von Monteiro Lobato, die Theorie, der Saci-Mythos habe einen realen Hintergrund. Eine Suche nach Beweisen für die reale Existenz des Saci wird zwar betrieben, aber die Ernsthaftigkeit der Bemühung ist mit der Suche nach dem Yeti oder nach Bigfoot nicht zu vergleichen.
Als nationales Gegenstück zum amerikanischen Halloween gibt es in Brasilien seit 2005 am 31. Oktober den Dia do Saci, den „Tag des Saci“.
1951 wurde der Fernseh- und Theaterpreis Prêmio Saci. ins Leben gerufen.